# Мала Аркана
Мала Аркана представља део шпила тарот карата који је ближи традиционалном шпилу играчких карата. Састоји се од 56 карата које су подељене у четири серије или "боје". Ове серије обично се зову штапови (или батони), пехари, мачеви и пентакли (или новчићи). Свака серија има 14 карата: десет бројчаних карата (од аса до десетке) и четири личне карте (краљ, краљица, витез и паж).
1. Штапови (Батони): Обично су асоцијација на елемент ватре и представљају енергију, инспирацију, страст, раст и амбицију.
2. Пехари: Повезани су са елементом воде и симболизују емоције, осећаје, интуицију и аспекте односа и креативности.
3. Мачеви: Асоцирају на елемент ваздуха и представљају мисли, речи, акције, изазове, конфликте, моћ ума, истину и правду.
4. Пентакли (Новчићи): Везани су за елемент земље и означавају материјалне аспекте, као што су финансије, рад, практичност, стабилност и приземност.

Мала Аркана се у читањима тарота често користи за тумачење свакодневних ситуација и детаљније прегледе крупнијих тема које обухватају карте Велике Аркане. Бројчане карте представљају различите аспекте људског искуства у оквиру њихових области, док лицне карте представљају различите личности или аспекте личности, или чак конкретне особе у животу особе која прима читање.

## Симболизам
У прорицању, езотеричком и окултном тароту, верује се да карте Мале Аркане представљају свакодневне карактеристике живота. Дворске карте представљају људе које сусрећемо.
Свако одело такође има посебне карактеристике и значења за које се обично сматра да су:
| Латинске серије                       | Француско одело | Елемент | Класа             | Факултет                     |
| ------------------------------------- | --------------- | ------- | ----------------- | ---------------------------- |
| Чаше, путири, пехари, посуде          | ♥ Срца          | Вода    | Свештенство       | Емоције и љубав              |
| Пентакли, новчићи, дискови, прстенови | ♦ Дијаманти     | Земља   | Трговци           | Материјално тело или имовина |
| Штапови, палице, палице, мотке        | ♣ Клубови       | Ватра   | Занатлије         | Креативност и воља           |
| Мачеви, оштрице                       | ♠ Пикови        | Ваздух  | Племство и војска | Разум, мудрост и интелект    |

## Галерија серија Мале Аркане
Илустрације из Рајдер-Вејт тарота, најпопуларнијег међу говорницима енглеског језика, подељене по серијама и поређане у растућем редоследу номиналне вредности.

### Пехари
- Ас пехара
- Двојка пехара
- Тројка пехара
- Четворка пехара
- Петица пехара
- Шестица пехара
- Седмица пехара
- Осмица пехара
- Деветка пехара
- Десетка пехара
- Паж пехара
- Витез пехара
- Краљица пехара
- Краљ пехара

### Пентакли
- Ас пентакла
- Двојка пентакла
- Тројка Пентакла
- Четворка пентакла
- Петица петокрака
- Шестица пентакла
- Седмица пентакла
- Осмица пентакла
- Деветка пентакла
- Десетка пентакла
- Паж пентакла
- Витез пентакла
- Краљица пентакла
- Краљ пентакла

### Штапови
- Ас штапова
- Двојка штапова
- Тројка штапова
- Четворка штапова
- Петица штапова
- Шестица штапова
- Седмица штапова
- Осмица штапова
- Деветка штапова
- Десетка штапова
- Паж штапова
- Витез штапова
- Краљица штапова
- Краљ штапова

### Мачеви
- Ас мачева
- Двојка мачева
- Тројка мачева
- Четворка мачева
- Петица мачева
- Шестица мачева
- Седмица мачева
- Осмица мачева
- Деветка мачева
- Десетка мачева
- Паж мачева
- Витез мачева
- Краљица мачева
- Краљ мачева

## Планетарне асоцијације
У Реду златне зоре, карте са бројевима су повезане са планетама, што одговара њиховом положају у Кабали.
- Тројке - Сатурн
- Четворке - Јупитер
- Петице - Марс
- Шестица - Сунце
- Седмице - Венера
- Осмице - Меркур
- Деветка - Месец
- Десеци - Земља